# RNA 세계

RNA(왼쪽)과 DNA(오른쪽)의 비교. 각 핵산의 나선과 핵염기가 나타나 있다.

RNA 세계(영어: RNA world) 또는 RNA 월드는 DNA와 단백질의 진화 이전에 자기 복제 능력을 지닌 RNA 분자들이 주를 이룬 지구 생물의 진화 역사에서의 가상적인 단계를 말한다. RNA 세계는 또한 이 단계의 존재를 상성하는 가설을 지칭하는 것이기도 하다.
1962년에 알렉산더 리치가 RNA 세계에 관한 개념을 최초로 제안했고, 월터 길버트가 1986년에 "RNA 세계"라는 용어를 만들었다.

## 같이 보기
- RNA